# Christian Reich
Pour les articles homonymes, voir Reich (homonymie).
Christian Reich, né le 23 septembre 1967 à Aarau, est un bobeur suisse.

## Carrière
Christian Reich a participé à quatre Jeux olympiques (1992, 1994, 1998 et 2002). Il a remporté la médaille d'argent en bob à deux en 2002 avec Steve Anderhub.
Christian Reich est aussi vice-champion du monde de bob à 4 en 1998 et médaillé de bronze de bob à quatre en 2000 et 2001 ainsi que de bob à deux en 2000. Il est champion d'Europe de bob à 2 en 2002 et vice-champion d'Europe en 1999 et 2001.
Il remporte la Coupe du monde de bobsleigh de bob à deux en 2000.
Il devient ensuite constructeur, son entreprise assemblant le traîneau utilisé lors des Jeux olympiques d'hiver de 2010 à Vancouver par l'équipe de Suisse de bobsleigh.

## Palmarès

### Jeux Olympiques
- : médaillé d'argent en bob à 2 aux JO 2002.

### Championnats monde
- : médaillé d'argent en bob à 4 aux championnats monde de 1989.
- : médaillé de bronze en bob à 2 aux championnats monde de 2000.
- : médaillé de bronze en bob à 4 aux championnats monde de 2000 et 2001.

### Coupe du monde
- 1 globe de cristal : 
  - Vainqueur du classement bob à 2 en 2000.